# Бейсик Вильнюс
Бейсик Вильнюс (также известен как BASIC-86) — реализация языка программирования Бейсик для советских 16-разрядных домашних и учебных компьютеров с процессорами архитектуры PDP-11. Первоначально разработан в вычислительном центре Вильнюсского государственного университета (ВЦКП ВГУ) в 1985 году.
Использовался на компьютерах: ДВК, БК-0010/БК-0011, УКНЦ, Немига.
По-видимому, Бейсик Вильнюс был разработан под сильным влиянием MSX BASIC: совпадают названия большинства операторов и функций, а также коды сообщений об ошибках. Но в Бейсик Вильнюс нет возможности записи нескольких операторов в одной строке, нет оператора PLAY, отсутствуют операторы задания типа переменных DEFINT, DEFDBL и др., а также и некоторые другие возможности.
Во многих компьютерах, использовавших вильнюсский Бейсик, на месте доллара $ (код 3610=2416) стоит обобщённый символ валюты ¤, и все строковые переменные и функции пишутся через него, например MID¤.

## Исполнение
При запуске программы командой RUN происходит компиляция программы в промежуточный, так называемый шитый код. Шитый код, по сути, представляет собой последовательность адресов вызова подпрограмм и данные для вызовов. При этом транслятор перед исполнением программы переводит все числа во внутренне представление и все выражения — в обратную бесскобочную запись. При выполнении программы исполняющая система производит вызовы указанных подпрограмм и передаёт им подготовленные данные. Таким образом, шитый код выполняется быстрее, чем обычная интерпретация (поскольку при исполнении программы не тратится время на «распознавание» чисел и имён переменных, на преобразование выражений и т. д.), но медленнее, чем программа в машинном коде, полученная на выходе настоящего компилятора.

## Взгляд на язык
Пример простейшей программы:
```
10 CLS
20 PRINT "Всем привет!"
30 END
```

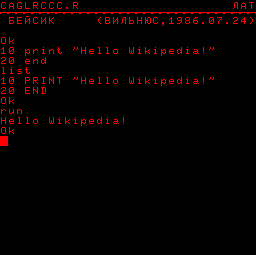
Бейсик-Вильнюс на БК

Бейсик-Вильнюс на УКНЦ

Программа состоит из набора нумерованных строк, в каждой строке записывается один оператор.
Работа по редактированию текста программы происходит в режиме командной строки. Команды:
- RUN — запуск программы на выполнение
- CONT — продолжение работы программы после остановки
- CSAVE, CLOAD — запись/чтение программы на магнитную ленту и с неё, расширение файла .COD; команда FIND позволяет найти файл, записанный на магнитную ленту
- LIST — вывод текста программы на экран; LLIST — печать листинга на принтер
- . — вызов строки на редактирование
- DELETE — удаление строк
- NEW — удаление всей программы
- RENUM — перенумерация строк
- AUTO — ввод программы с автонумерацией строк
- BSAVE, BLOAD — запись/чтение блока памяти на магнитную ленту и с неё
- MONIT, SYSTEM — выход из Бейсика в системный монитор

Операторы языка:
```
BEEP    CALL    CIRCLE  CLEAR   CLOSE   CLS     COLOR
DATA    DEF     DEF FN  DEF USR DIM     DRAW    END
FOR     GOSUB   GOTO    IF      INPUT   KEY     LET
LINE    LOCATE  LPRINT  ON      OPEN    OUT     NEXT
PAINT   POKE    PRESET  PRINT   PSET    READ    REM
RESTORE RETURN  SCREEN  STOP    TROFF   TRON
```

Есть возможность при вводе сокращать операторы до трёх символов (например: CIRCLE можно сократить до CIR), а некоторые, первые два символа которых не совпадают ни с одним другим оператором — до двух (POKE — PO). Команду PRINT можно заменять знаком ?. Также есть возможность использовать цепочную конструкцию IF — THEN — ELSE IF, пользуясь при этом сокращениями TH, EL и ELIF.
При этом максимальная длина одной строки программы ограничивается 254 символами.
Функции:
```
SQR     SIN     COS     TAN     ATN     PI      EXP     LOG
ABS     FIX     INT     SGN     RND     FRE   
CINT    CSNG    CDBL
PEEK    INP
BIN¤    OCT¤    HEX¤    CHR¤    ASC     LEN     STRING¤ INKEY¤
STR¤    VAL     MID¤
CSRLIN  POS     LPOS    EOF
POINT
```

Бейсик Вильнюс включает в себя возможности вызова подпрограмм в машинном коде. Для этого используется конструкция DEF USR. Машинный код может загружаться командой BLOAD либо формироваться оператором POKE.
Среди недостатков этого бейсика — отсутствие ряда команд, например, INSTR для поиска вхождения строки в строку, DEC для перевода 16-й числа в 10-е, средств для работы с ошибками во время исполнения программы, команды для посимвольного ввода из файла.

## Варианты
Бейсик Вильнюс для БК-0010/БК-0011 занимает 24 КБ ПЗУ. В целях экономии памяти тексты ошибок не были зашиты в ПЗУ; ошибки выдаются не текстом, а кодами, например: «Ошибка 2 в строке 10».
Для БК-0010 с Фокалом в ПЗУ была создана упрощённая версия вильнюсского Бейсика размером всего 9 КБ, загружаемая в ОЗУ с магнитофона (первый вариант — в 1985 г, второй — в 1987-м). Она не поддерживала разные типы чисел (только вещественные одинарной точности), а также часть операторов и функций основной версии, но базовый набор возможностей Бейсика был реализован. При этом версия 87-го года допускала использование нескольких операторов в одной строке, а также сокращённое до одной или нескольких первых букв написание операторов. Кроме того, использование вещественной арифметики одинарной точности ускоряло работу с вещественными числами в несколько раз относительно версии для БК-0010-01 в ПЗУ, что делало версию в ОЗУ действительно чрезвычайно быстрой реализацией Бейсика при работе с переменными этого типа.
Существует три варианта Бейсик Вильнюс для УКНЦ — версия в кассете ПЗУ занимает 24 КБ, версия для загрузки через сеть (сетевая) — 28 КБ, дисковая версия — 30 КБ. Дисковая и сетевая реализации отличаются наличием текстовых сообщений об ошибках. Последние варианты датируются сентябрём 1988 года.
Адаптация Бейсик Вильнюс для компьютера Немига по-видимому выполнена позже и уже в Белоруссии. Сам язык отличается наличием оператора PLAY, позволяющего проигрывать звуки и мелодии.
Также выпускались платы расширения с Бейсик Вильнюс для компьютера МС1502.

## Интересные факты

Иллюстрация недостатков RND

- В Бейсик-Вильнюс использовался популярный в то время алгоритм генерации случайных чисел RANDU, и пользователями БК был замечен существенный недостаток алгоритма[2] — например, при отрисовке большого количества точек, координаты которых получены функцией RND(), было хорошо видно разделение точек по диагональным плоскостям.
- Скорость работы с графикой в Бейсике БК (рисование линий, окружностей, закраска и т. д.) была сравнительно невысокой, из-за чего, несмотря на наличие быстрого «полукомпилятора», в графических тестах на Бейсике БК уступал многим ПК, аналогичным по цене и скорости процессора[3].